# Shining Butterfly
Shining Butterfly (シャイニングバタフライ) est le premier single du groupe de J-pop Dream Morning Musume, écrit et produit par Tsunku, sorti le 15 février 2012 au Japon sous le label zetima. Il atteint la 12e place du classement des ventes de l'Oricon. Il sort également dans une édition limitée au format "CD+DVD", incluant un DVD avec le clip video dans lequel apparait aussi Ai Takahashi, autre ex-Morning Musume.
La chanson-titre est une chanson originale, qui sert de thème musical au film Atsushi Hime Number 1 produit par Tsunku avec dans le rôle principal Rika Ishikawa, l'une des membres. La chanson en "face B" est une nouvelle version de Aozora ga Itsumademo Tsuzuku Yō na Mirai de Are!. C'est une chanson déjà interprétée sur le premier album du groupe, Dreams 1 sorti l'année précédente, reprise d'un titre de Morning Musume originellement paru sur l'album Rainbow 7. Miki Fujimoto participe au disque et au clip vidéo, bien qu'elle soit en congé de maternité.

## Membres
- Yūko Nakazawa
- Kaori Iida
- Natsumi Abe
- Kei Yasuda
- Mari Yaguchi
- Rika Ishikawa
- Hitomi Yoshizawa
- Makoto Ogawa
- Miki Fujimoto
- Koharu Kusumi

## Liste des titres
| 1. | Shining Butterfly (シャイニングバタフライ)                                                                      |  |
| 2. | Aozora ga Itsumademo Tsuzuku Yō na Mirai de Are! (2012 Dreams. Ver.) (青空がいつまでも続くような未来であれ!...) |  |
| 3. | Shining Butterfly (instrumental) (シャイニングバタフライ...)                                                    |  |

| 1. | Shining Butterfly (clip vidéo) (シャイニングバタフライ) |  |